# Кан, Ричард
Ричард Фердинанд Кан, барон Кан Хэмпстедский (англ. Richard Ferdinand Kahn, Baron Kahn of Hampstead; 10 августа 1905, Хампстед — 6 июня 1989, Кембридж) — английский экономист.
Родился в отродоксальной еврейской семье. Учился в Королевском колледже Кембриджского университета. Профессор экономической теории Кембриджского университета (1951—1972).
Известен как член Кружка Кейнса, в том числе благодаря концепции «макроэкономического мультипликатора», сформулированной в 1931 году, и послужившей основой для мультипликатора Кейнса, сформулированного Джоном Мейнардом Кейнсом в его «Общей теории занятости, процента и денег» (1936).

## Основные произведения
- «Связь инвестиций домохозяйств и безработицы» (The Relation of Home Investment to Unemployment, 1931);
- «Проблема дуополии» (The Problem of Duopoly, 1937);
- «Замечания о предпочтении ликвидности» (Some Notes on Liquidity Preference, 1954).